# Ольденбюттель
Ольденбюттель (нем. Oldenbüttel) — община в Германии, в земле Шлезвиг-Гольштейн. 
Входит в состав района Рендсбург-Экернфёрде. Подчиняется управлению Ханерау-Хадемаршен.  Население составляет 291 человек (на 31 декабря 2010 года). Занимает площадь 7,98 км².